# Episodi di Agente speciale Sue Thomas (terza stagione)
La terza e ultima stagione della serie statunitense Agente speciale Sue Thomas, composta da 19 episodi è andata in onda negli Stati Uniti dal 3 ottobre 2004 al 22 maggio 2005 sul canale statunitense PAX TV. In Italia invece è stata trasmessa su Canale 5 nel 2006.
| nº | Titolo originale               | Titolo italiano         | Prima TV USA     | Prima TV Italia |
| -- | ------------------------------ | ----------------------- | ---------------- | --------------- |
| 1  | Adventures in Babysitting      | La protezione           | 3 ottobre 2004   | 2006            |
| 2  | The Body Shop                  | Traffico d'organi       | 10 ottobre 2004  | 2006            |
| 3  | Skin Deep                      | A fior di pelle         | 17 ottobre 2004  | 2006            |
| 4  | The New Mafia                  | La nuova mafia          | 31 ottobre 2004  | 2006            |
| 5  | The Actor                      | L'attore                | 7 novembre 2004  | 2006            |
| 6  | Planes, Trains and Automobiles | Cielo terra e mare      | 14 novembre 2004 | 2006            |
| 7  | Simon Says                     | Donne ideali            | 21 novembre 2004 | 2006            |
| 8  | Did She or Didn't She?         | La partita di golf      | 28 novembre 2004 | 2006            |
| 9  | Fraternity                     | La confraternita        | 30 gennaio 2005  | 2006            |
| 10 | Secret Agent Man               | L'agente segreto        | 13 febbraio 2005 | 2006            |
| 11 | Spy Games                      | Il coraggio di Sue      | 20 febbraio 2005 | 2006            |
| 12 | Boy Meets World                | Un ragazzo solo         | 6 marzo 2005     | 2006            |
| 13 | False Profit                   | Falso profeta           | 13 marzo 2005    | 2006            |
| 14 | Who Wants to Be a Millionaire  | Soldi piovuti dal cielo | 3 aprile 2005    | 2006            |
| 15 | The Bounty Hunter              | Il cacciatore di taglie | 17 aprile 2005   | 2006            |
| 16 | Troy Story                     | Il linguaggio dei gesti | 1º maggio 2005   | 2006            |
| 17 | Mind Games                     | Giochi della mente      | 8 maggio 2005    | 2006            |
| 18 | Bad Girls                      | Insospettabili          | 15 maggio 2005   | 2006            |
| 19 | Endings and Beginnings         | Le cose che contano     | 22 maggio 2005   | 2006            |

## La protezione
- Titolo originale: Adventures in Babysitting
- Diretto da: Holly Dale
- Scritto da: Dave Alan Johnson e Gary R. Johnson

### Trama
Quando l'assistente speciale dell'FBI Howie ha assistito all'omicidio di un contabile di una grande società, riuscendo anche a scappare, Sue e la squadra sono scettici sulla storia dell'uomo.

## Traffico di organi
- Titolo originale: The Body Shop
- Diretto da: Bruce Pittman
- Scritto da: Stephen Beck e Brad Markowitz

### Trama
Sue e la squadra sospettano di alcuni terroristi dell'Europa orientale che sono stati collegati al traffico di organi. Poi, Sue e Lucy lottano per vivere con Anita, la loro ospite non annunciata e molto esigente.

## A fior di pelle
- Titolo originale: Skin Deep
- Diretto da: Stephan Fanfara
- Scritto da: Dave Alan Johnson, Gary R. Johnson, Joan Considine Johnson, Kathleen Taylor

### Trama
Quando un gruppo ambientalista radicare fa saltare in aria un SUV, Sue e gli altri indagano con l'aiuto di uno dei feriti dei precedenti incendi del gruppo. Myles, con il suo colesterolo fuori scala, decide di apportare alcune modifiche al suo stile di vita alimentare.

## La nuova mafia
- Titolo originale: The New Mafia
- Diretto da: Larry A. McLean
- Scritto da: Brian Bird, Bob Hamer

### Trama
Un agente federale sotto copertura di San Diego arriva a Washington per un'operazione che coinvolge spacciatori di droga. Jack si infastidisce con il nuovo agente quando inizia a mostrare interesse per Sue.

## L'attore
- Titolo originale: The Actor
- Diretto da: J. Miles Dale
- Scritto da: Gary R. Johnson, Joan Considine Johnson

### Trama
Un noto attore visita l'FBI per osservare come la squadra rintraccia una banda coinvolta nella vendita di armi da fuoco. Più tardi, quando la squadra viene a conoscenza di una possibile minaccia terroristica, l'attore s'interessa a Tara.

## Cielo terra e mare
- Titolo originale: Planes, Trains and Automobiles
- Diretto da: David Warry-Smith
- Scritto da: Nickolas Barris, Dave Alan Johnson, Joan Considine Johnson

### Trama
La squadra continua a indagare su un aereo scomparso che sembra essere collegato alla loro minaccia terroristica. Nel frattempo, si presenta il fidanzato di Tara.

## Donne ideali
- Titolo originale: Simon Says
- Diretto da: Larry A. McLean
- Scritto da: Kim Beyer-Johnson, Brad Markowitz

### Trama
Quando diverse donne vengono uccise in un modo simile, l'FBI scopre che si tratti di un serial killer. All'inizio le loro possibilità di catturare l'assassino sembrano scarse, ma lui entra in contatto con Sue attraverso lo stesso gioco di un altro serial killer.

## La partita di golf
- Titolo originale: Did She or Didn't She?
- Diretto da: David Warry-Smith
- Scritto da: Dave Alan Johnson, Gary R. Johnson

### Trama
Quando il marito dell'amica di Sue, muore per un incidente in barca, la squadra indaga sull'accaduto, approfondendo la storia coniugale. Nel frattempo, Bobby e Myles scortano due testimoni in un lungo viaggio in Arizona.

## La confraternita
- Titolo originale: Fratenity
- Diretto da: Holly Dale
- Scritto da: Nickolas Barris, Joan Considine Johnson

### Trama
Sue e gli altri indagano sullo strano suicidio del figlio di un importante senatore durante il nonnismo di una confraternita del college. Nel frattempo, Sue riceve una lezione di genitorialità adolescenziale istantanea.

## L'agente segreto
- Titolo originale: Secret Agent Man
- Diretto da: Dave Alan Johnson
- Scritto da: Dave Alan Johnson, Gary R. Johnson

### Trama
Mentre Myles affronta il vicino, una video registrazione presentata all'FBI porta molte piste possibili.

## Il coraggio di Sue
- Titolo originale: Spy Games
- Diretto da: Dave Alan Johnson
- Scritto da: Stephen Beck, Joan Considine Johnson

### Trama
Continuando le indagini con un informatore appena scomparso, l'FBI cercano Jonathan colpito da amnesia mentre la sua memoria torna in una maniera lenta, fornendo sempre più indizi che potrebbero porre fine al caso.

## Un ragazzo solo
- Titolo originale: Boy Meets World
- Diretto da: Holly Dale
- Scritto da: Nickolas Barris, Brad Markowitz

### Trama
L'FBI indaga su due attentati terroristici, mentre Miles intraprende un nuovo regime vitaminico per la salute.

## Falso profeta
- Titolo originale: False Profit
- Diretto da: Larry A. McLean
- Scritto da: Kim Beyer-Johnson, Joan Considine Johnson

### Trama
Quando una giovane donna viene rapita in pieno giorno, Sue e gli altri indagano su una setta che crede di riportare una persona al suo vero, ma si scopre che potrebbe essere collegata ad altre sparizioni simili. 

## Soldi piovuti dal cielo
- Titolo originale: Who Wants to Be a Millionaire
- Diretto da: Stephan Fanfara
- Scritto da: Stephen Beck, Gary R. Johnson

### Trama
Dopo che un piccolo aereo si è schiantati in un campo della Virginia, la squadra scopre che conteneva un milione di dollari e una piccola scorta di droga. Nel frattempo, Randy chiede l'aiuto di Sue per prepararsi al suo appuntamento con una donna.

## Il cacciatore di taglie
- Titolo originale: The Bounty Killer
- Diretto da: Larry A. McLean
- Scritto da: Ken Hanes, Lance Kinsey

### Trama
Dopo che un noto milionario tenta di rapinare una banca e viene ucciso dalla polizia, Sue e gli altri indagano sulla sua vita e trova alcune droghe sintetiche al centro di essa.

## Il linguaggio dei gesti
- Titolo originale: Troy Story
- Diretto da: Holly Dale
- Scritto da: Nickolas Barris, Kim Beyer-Johnson

### Trama
Sue e gli altri sono scioccati quando l'informatore di Sue, Troy, è stato arrestato per una rapina al minimarket. Darcy informa Bobby di un altro incarico che ha ricevuto in California che le interesserà.

## Giochi della mente
- Titolo originale: Mind Games
- Diretto da: Larry A. McLean
- Scritto da: Nickolas Barris, Kim Beyer-Johnson

### Trama
Mentre si adattano ad un nuovo supervisore, Wayne Morris, la squadra indaga sul presunto omicidio di un senatore.

## Insospettabili
- Titolo originale: Bad Girls
- Diretto da: Ken Hanes
- Scritto da: Gary R. Johnson

### Trama
Lucy e Sue rintracciano un ex fidanzato della nonna di Lucy e la squadra su una serie di rapine in banca legate a tre adolescenti in una scuola superiore privata.

## Le cose che contano
- Titolo originale: Endings and Beginnings
- Scritto e diretto da: Dave Alan Johnson

### Trama
Sue scopre che le è stata offerta una promozione a New York, ma deve decidere se accettare l'incarico oppure rimanere a Washington. Però lei e gli altri indagano su un hacker che ha derubato a Jack la carta di credito.